# Schneewittchen (Band)
Schneewittchen war eine deutsche Frauenmusikgruppe, die 1977 in Hamburg gegründet wurde und bis 1981 bestand. Sie benannte sich nach der Märchenfigur Schneewittchen. In ihren Liedern setzten sich die vier Musikerinnen der Gruppe für die Befreiung und Selbstverwirklichung von Frauen ein. Kompositionen, Texte und Arrangements der zunächst von Volkslied, Ballade, Klassik und Blues, später auch vom Rock beeinflussten Songs stammen überwiegend von den Bandmitgliedern Angi Domdey und Bruni Regenbogen. Auch Management, Technik und Transporte besorgten die Musikerinnen selbst. Schneewittchen waren damit eine der ersten Frauen-Profibands. Daneben gibt es Kooperationen mit dem Schriftsteller Peter Maiwald, der Schriftstellerin Hildegard Wohlgemuth, dem Gitarristen André Rebstock u. a., die Texte bzw. Musik beisteuerten. Die Lieder von Schneewittchen begleiteten die Frauenbewegung der 1970er bis 1990er Jahre in Deutschland.

## Geschichte
Die Jazzsängerin Angi Domdey und die Künstlerin und Musikerin Bruni Regenbogen lernten sich im März 1977 auf einem Frauenmusiktreffen in Göttingen kennen. Nach ersten Auftritten zu zweit (z. B. im Literaturzentrum Hamburg) gründeten sie Anfang 1978 zusammen mit Anka Hauter, die sie auf einem Jazz-Übungsabend kennengelernt hatten, und mit der studierten Historikerin und Musikerin Rotraut Colberg, die auch Komponieren und Arrangieren gelernt hatte, die Band Schneewittchen. 1979–80 entstand die LP Tu was zusammen mit der Schlagzeugerin Sabine Neufeldt. Die Gruppe tourte durch Deutschland und Österreich. Sie wurde im Radio gespielt und hatte diverse Auftritte im Fernsehen, z. B. am 13. Januar 1979 im Liedercircus des ZDF (bei dem auch Juliette Gréco auftrat).  Am 3. Dezember 1978 zeigte der NDR den Film Schneewittchen gibt den Ton an in der Doku-Reihe Nicht so passiv wie man denkt. Am 8. Februar 1979 waren Schneewittchen neben dem Politiker Hans Apel, dem Boxer Jörg Eipel und Dina Vierny zu Gast in der ersten Ausgabe der von Christine Brinck, Dagobert Lindlau, Hermann Schreiber und Wolf Schneider moderierten Talkshow Talk nach Neun, die aus der Hamburger Kneipe „Onkel Pö“ gesendet wurde.

## Unter dem Pflaster liegt der Strand
Unter dem Pflaster liegt der Strand, einer der bekanntesten Songs der Gruppe Schneewittchen, wurde 1976 von Angi Domdey getextet und komponiert. Der Titel geht laut Domdey auf einen Ausspruch des französischen Philosophen Pierre-Joseph Proudhon zurück. „Sous les pavés, la plage!“ (dt. wörtlich: „unter den Pflastersteinen, der Strand“) war ein beliebter Slogan der Mai-Revolte 1968 in Paris und wurde von Arbeitern und Studenten an die Mauern geschrieben.

„Es ist ein Lied für die Phantasie und gegen die festgefahrenen, verhärteten Strukturen unserer Gesellschaft, gegen den harten Beton unserer Städte und die Versteinerung unserer Gedanken und Taten. Es ist ein Emanzipationslied, nicht nur für Frauen. Die Steine sollen nicht zum Werfen benutzt werden, sondern der Sand unter den Steinen zum Tanzen frei gelegt werden.“

Der damalige Ministerpräsident von Schleswig-Holstein, Gerhard Stoltenberg, bezeichnete das Lied damals als „Terroristenlied“.

## Diskografie
Alben
- 1978: Schneewittchen, zerschlag deinen gläsernen Sarg (Phonogram)
- 1979: Feuerball (Phonogram)
- 1981: Schneewittchen Live – Tu was (Phonogram)
- 1981: Mädchen, die pfeifen (Phonogram)

## Auftritte (Auswahl)
- 22. März 1979 Münster, F1, Fürstenberghaus, Domplatz
- 28. Mai 1979 Münster, H1, Hindenburgplatz
- 18. Juli 1979 Hamburg, ASTA-Konzert im Audimax
- 20. Juli 1979 Bad Cannstatt, Kursaal
- 21. Juli 1979 Frankfurt, Lieder im Park